# Isaac Lihadji
Isaac Lihadji (ur. 10 kwietnia 2002 w Marsylii) – francuski piłkarz pochodzenia komoryjskiego występujący na pozycji skrzydłowego we francuskim klubie Lille OSC oraz w reprezentacji Francji U-21.

## Kariera klubowa

### Olympique Marsylia
W 2014 dołączył do akademii Olympique Marsylii. 1 lipca 2019 został przesunięty do zespołu rezerw. Zadebiutował 21 września 2019 w drużynie rezerw w meczu Championnat National 2 przeciwko Monts d'Or Azergues Foot (0:0). W pierwszej drużynie zadebiutował 24 września 2019 w meczu Ligue 1 przeciwko Dijon FCO (0:0). Pierwszą bramkę zdobył 15 lutego 2020 w meczu drużyny rezerw przeciwko Jura Sud Foot (5:4).

### Lille OSC
2 lipca 2020 podpisał kontrakt z klubem Lille OSC. Zadebiutował 25 września 2020 w meczu Ligue 1 przeciwko FC Nantes (2:0). 5 listopada 2020 zadebiutował w fazie grupowej Ligi Europy przeciwko A.C. Milan (0:3).

## Kariera reprezentacyjna

### Francja U-17
W 2018 roku otrzymał powołanie do reprezentacji Francji U-17. Zadebiutował 4 grudnia 2018 w meczu towarzyskim przeciwko reprezentacji Włoch U-17 (3:0). 16 czerwca 2019 znalazł się w kadrze na Mistrzostwa Europy U-17 2019. Na Euro U-17 2019 zadebiutował 3 maja 2019 w meczu fazy grupowej przeciwko reprezentacji Anglii U-17 (1:1). 7 października 2019 otrzymał powołanie do reprezentacji na Mistrzostwa Świata U-17 2019. Na Mundialu U-17 2019 zadebiutował 27 października 2019 w meczu fazy grupowej przeciwko reprezentacji Chile U-17 (2:0), w którym zdobył swoją pierwszą bramkę. 17 listopada 2019 wystąpił w meczu o trzecie miejsce na Mistrzostwach Świata U-17 2019 przeciwko reprezentacji Holandii U-17 (1:3) i zdobył brązowy medal.

### Francja U-21
W 2020 roku otrzymał powołanie do reprezentacji Francji U-21. Zadebiutował 12 listopada 2020 w meczu eliminacji do Mistrzostw Europy U-21 2021 przeciwko reprezentacji Liechtensteinu U-21 (0:5), w którym zdobył swoją pierwszą bramkę.

## Statystyki

### Klubowe
(aktualne na koniec sezonu 2021/22)
| Klub                  | Sezon              | Liga                   | Liga  | Liga   | Puchar kraju | Puchar kraju | Europa | Europa | Suma  | Suma   |
| Klub                  | Sezon              | Liga                   | Mecze | Bramki | Mecze        | Bramki       | Mecze  | Bramki | Mecze | Bramki |
| --------------------- | ------------------ | ---------------------- | ----- | ------ | ------------ | ------------ | ------ | ------ | ----- | ------ |
| Olympique Marsylia II | 2019/20            | Championnat National 2 | 9     | 1      | 0            | 0            | –      | –      | 9     | 1      |
| Olympique Marsylia II | Ogólnie            | Ogólnie                | 9     | 1      | 0            | 0            | 0      | 0      | 9     | 1      |
| Olympique Marsylia    | 2019/20            | Ligue 1                | 2     | 0      | 0            | 0            | –      | –      | 2     | 0      |
| Olympique Marsylia    | Ogólnie            | Ogólnie                | 2     | 0      | 0            | 0            | 0      | 0      | 2     | 0      |
| Lille OSC             | 2020/21            | Ligue 1                | 15    | 0      | 2            | 0            | 4      | 0      | 21    | 0      |
| Lille OSC             | 2021/22            | Ligue 1                | 13    | 1      | 2            | 0            | 3      | 0      | 18    | 1      |
| Lille OSC             | Ogólnie            | Ogólnie                | 28    | 1      | 4            | 0            | 7      | 0      | 39    | 1      |
| Ogólnie w karierze    | Ogólnie w karierze | Ogólnie w karierze     | 39    | 2      | 4            | 0            | 7      | 0      | 50    | 2      |

### Reprezentacyjne
(aktualne na dzień 16 lutego 2021)
| Reprezentacja | Rok     | Mecze | Bramki |
| ------------- | ------- | ----- | ------ |
| Francja U-16  |         |       |        |
| 2017          | 2       | 0     |        |
| Ogólnie       | Ogólnie | 2     | 0      |
| Francja U-17  |         |       |        |
| 2018          | 2       | 0     |        |
| 2019          | 16      | 3     |        |
| Ogólnie       | Ogólnie | 18    | 3      |
| Francja U-18  |         |       |        |
| 2019          | 3       | 1     |        |
| Ogólnie       | Ogólnie | 3     | 1      |
| Francja U-19  |         |       |        |
| 2020          | 1       | 0     |        |
| Ogólnie       | Ogólnie | 1     | 0      |
| Francja U-21  |         |       |        |
| 2020          | 2       | 1     |        |
| Ogólnie       | Ogólnie | 2     | 1      |

| Mecze i gole w reprezentacji | Mecze i gole w reprezentacji | Mecze i gole w reprezentacji | Mecze i gole w reprezentacji | Mecze i gole w reprezentacji | Mecze i gole w reprezentacji | Mecze i gole w reprezentacji | Mecze i gole w reprezentacji |
| Lp.                          | Data                         | Miejsce                      | Gospodarz                    | Gość                         | Wynik                        | Gol                          | Rozgrywki                    |
| ---------------------------- | ---------------------------- | ---------------------------- | ---------------------------- | ---------------------------- | ---------------------------- | ---------------------------- | ---------------------------- |
| 1.                           | 12.11.2020                   | Vaduz                        | Liechtenstein U-21           | Francja U-21                 | 0:5                          | Gol                          | el. ME U-21 2021             |
| 2.                           | 16.11.2020                   | Caen                         | Francja U-21                 | Szwajcaria U-21              | 3:1                          |                              | el. ME U-21 2021             |

## Sukcesy

### Klubowe
Lille OSC
- Mistrzostwo Francji (1x): 2020/2021

### Reprezentacyjne
- Mistrzostwa świata U-17 (1×): 2019